# János Benedek
Pour les articles homonymes, voir Benedek.
János Benedek (né le 20 novembre 1944 à Kiskunmajsa) est un haltérophile hongrois. 

## Palmarès

### Jeux olympiques
- Munich 1972
  -  Médaille de bronze en moins de 60 kg.

### Championnats du monde
- Columbus 1970
  -  Médaille d'or en moins de 60 kg.
- Munich 1972
  -  Médaille de bronze en moins de 60 kg.

### Championnats d'Europe
- Varsovie 1969
  -  Médaille de bronze en moins de 60 kg.
- Szombathely 1970
  -  Médaille de bronze en moins de 60 kg.
- Sofia 1971
  -  Médaille de bronze en moins de 60 kg.
- Madrid 1973
  -  Médaille de bronze en moins de 60 kg.